# Abdijtunnel
De Abdijtunnel is een tunnel voor busverkeer op de Zuidtangent tussen Hoofddorp en Schiphol. Om een conflictvrije kruising van de Zuidtangent met de infrastructuur rond Schiphol (A4, Zuideinde Zwanenburgbaan en A5) te realiseren, is eind jaren negentig een tunnel specifiek voor de Zuidtangent aangelegd. De tunnel loopt parallel aan de Schipholspoortunnel. De Abdijtunnel is alleen toegankelijk vanaf de specifieke Zuidtangent-busbaan. De maximumsnelheid in de tunnel bedraagt 70 km/h.

## Aanleg
De Abdijtunnel is gelijktijdig gebouwd met de tweede Schipholspoortunnel. De bouw is gefaseerd uitgevoerd in verband met het kruisen van de autosnelweg A4. De OV-busbaantunnel heeft circa 62 miljoen gulden gekost en is uitgevoerd door de Kombinatie Schiphol Zuid (KSZ) bestaande uit de bouwfirmanten: Strukton Betonbouw, Hollandsche Beton- en Waterbouw (HBW) en Ballast Nedam Beton- en Waterbouw. In verband met het samenvallen van de bouw van de spoortunnel zijn enkele tunnelvakken aangelegd door KSS.

## Kenmerken
De Abdijtunnel is 1800 meter lang waarvan 1360 meter gesloten. De tunnel is 9.70 meter breed en heeft drie nooduitgangen met een onderlinge afstand van circa 500 meter. De tunnel is op twee plaatsen voorzien van gaten in het dak ten behoeve van natuurlijke ventilatie.
De tunnel is in beheer bij de provincie Noord-Holland.
De tunnel wordt gebruikt door de Connexxion R-net-lijnen 300 (ex-Zuidtangent), N30 (ex-Zuidtangent), 341, 397 en N97, door de Qbuzz snelBuzz-lijnen 361 en 365 en Qbuzz R-net lijnen 470 en N70.
Het bereik van het communicatiesysteem C2000 in de tunnel was onvoldoende. Dit is in 2009 verholpen.

## Renovatie in 2016 en 2017
Na een renovatie die een jaar in beslag nam, vond op vrijdag 14 juli 2017 een feestelijke heropening plaats. Dankzij de werkzaamheden voldoet de tunnel aan de nieuwe Tunnelwet die in 2019 inging.